# Lesław Kukawski
Lesław Kukawski (ur. 7 kwietnia 1930 we Lwowie, zm. 10 lutego 2016) – polski publicysta, historyk amator, działacz i sędzia jeździecki.

## Życiorys
Pochodził z rodziny o tradycjach niepodległościowych. Jego pradziadek Rajmund był uczestnikiem powstania styczniowego, zaś ojciec Zygmunt Kukawski był uczestnikiem obrony Lwowa w 1918 roku podczas konfliktu polsko-ukraińskiego. Urodził się i dzieciństwo spędził we Lwowie. Po osiedleniu w Krakowie działał w tamtejszych strukturach ZHP. Był absolwentem Wydziału Rolniczego Uniwersytetu Jagiellońskiego w Krakowie. W 1965 roku wstąpił do Stowarzyszenia Miłośników Dawnej Broni i Barwy. Przez 31 lat pełnił funkcję przewodniczącego Oddziału Poznańskiego SMDBiB, był również wiceprezesem Zarządu Głównego oraz członkiem honorowym SMDBiB. Sprawował funkcję sędziego klasy państwowej Polskiego Związku Jeździeckiego, był hodowcą koni, kolekcjonerem militariów, organizatorem wystaw poświęconych historii WP oraz autorem opracowań historycznych i blisko tysiąca artykułów z zakresu hipologii oraz tradycji jazdy polskiej.
W latach 1978–1990 był kontaktem operacyjnym prowadzonym przez Wojewódzki Urząd Spraw Wewnętrznych w Pile.

## Wybrane odznaczenia
- Złoty Krzyż Zasługi (1995)[3],
- Medal „Pro Memoria” (2006)[3],
- Odznaka „Zasłużony Pracownik Rolnictwa”[3],
- Odznaka „Zasłużony Działacz Kultury”[3],
- Złota Odznaka Polskiego Związku Hodowców Koni[3],
- Złota Honorowa Odznaka Polskiego Związku Jeździeckiego[3],
- Wielka Złota Honorowa Odznaka Polskiego Związku Jeździeckiego[3]

## Wybrana bibliografia autorska
- Kawaleryjska Alma Mater w Grudziądzu 1920-1939: zarys dziejów (Fundacja na Rzecz Tradycji Jazdy Polskiej, Grudziądz, 2008; ISBN 978-83-902301-3-9 wspólnie z Juliuszem S. Tymem i Teodorem Wójcikiem)
- Konne Mistrzostwa Wojska Polskiego w II Rzeczypospolitej ("Eko-Dom", Grajewo, 2006; ISBN 83-916242-6-9)
- O kawalerii polskiej XX wieku (Zakład Narodowy im. Ossolińskich, Wrocław, 1991; ISBN 83-04-03364-X wspólnie z Cezarym Leżeńskim)
- Oddziały Kawalerii II Rzeczypospolitej ("Eko-Dom", Grajewo, 2004; ISBN 83-916242-4-2)
- Orkiestry kawaleryjskie II Rzeczypospolitej ("Eko-Dom", Grajewo, 2013; ISBN 978-83-932030-4-8)
- Sztandary kawalerii polskiej XX wieku  ("Eko-Dom", Grajewo, 2009; ISBN 978-83-926595-8-7 wspólnie z Andrzejem Jeziorkowskim)
- Ułani Jazłowieccy: barwa i broń 1918-1998  ("Eko-Dom", Grajewo, 2001; ISBN 83-916242-0-X)